# Hồ Quỳnh Hương
Hồ Quỳnh Hương (sinh ngày 16 tháng 10 năm 1980) là một nữ ca sĩ, nhạc sĩ kiêm giảng viên thanh nhạc người Việt Nam. Được đánh giá là một trong những nghệ sĩ âm nhạc Việt Nam xuất sắc nhất trong thế hệ của mình, cô được biết đến với danh hiệu "Cô gái của những giải thưởng" nhờ sở hữu nhiều giải thưởng trong sự nghiệp ca hát, trong đó có một giải MAMA và giải Cống hiến.
Với thành tích học tập xuất sắc và nhiều kinh nghiệm trong hoạt động nghệ thuật, Hương đã được mời làm giảng viên tại Nhạc viện Thành phố Hồ Chí Minh, nơi cô giảng dạy ở khoa Nhạc nhẹ. Cô cũng từng là giảng viên lớp tài năng đặc biệt của Trường Đại học Văn hóa – Nghệ thuật Quân đội. Ngoài sự nghiệp âm nhạc, cô còn là một doanh nhân sở hữu nhiều thương hiệu khác nhau, trong đó có thương hiệu ẩm thực Loving Vegan Food do cô sáng lập.

## Tiểu sử
Hồ Quỳnh Hương sinh ngày 16 tháng 10 năm 1980 tại Hạ Long, Quảng Ninh, Việt Nam. Là cô ca sĩ đến từ "vùng than" Quảng Ninh, được xem như là con cưng của những người dân nơi đây khi cô đã được phong danh hiệu là "Nghệ sĩ vùng mỏ".
Hồ Quỳnh Hương tốt nghiệp thủ khoa Thanh nhạc trường Cao đẳng nghệ thuật quân đội năm 2002. Ngoài ra, nữ nghệ sĩ còn có đam mê với âm nhạc cổ điển.
Hồ Quỳnh Hương bắt đầu được biết đến khi tham gia cuộc thi Liên hoan tiếng hát truyền hình năm 1999 và giành luôn giải ca sĩ trẻ triển vọng. Nhờ bước đệm đó, cô đã được nhạc sĩ An Thuyên phát hiện tài năng và được đặc cách vào học tại trường Đại học Văn hóa Nghệ thuật Quân đội và được hát trên các sân khấu lớn, nhỏ tại thủ đô.
Hồ Quỳnh Hương cũng là một ca sĩ Việt Nam đặc biệt được biết đến với hai lần tốt nghiệp xuất sắc (danh hiệu thủ khoa) chuyên ngành thanh nhạc trường Đại học Văn hóa Nghệ thuật Quân đội (một lần vào năm 2002 khi trường còn là trường Cao đẳng Văn hóa Nghệ thuật Quân đội và lần thứ hai vào năm 2013 sau khi trường đã đổi tên thành Đại học Văn hóa Nghệ thuật Quân đội).
Khi đang ở đỉnh cao sự nghiệp, giọng ca Hoang mang lại bất ngờ lánh xa ánh hào quang showbiz mà lui về cuộc sống kinh doanh, thiền tịnh riêng. Tuy nhiên, tên tuổi của cô vẫn có sức ảnh hưởng lớn đối với công chúng.
Năm 2018, Với thành tích học tập xuất sắc và nhiều kinh nghiệm trong hoạt động nghệ thuật, ca sĩ Hồ Quỳnh Hương đã được mời làm giảng viên tại Nhạc viện Thành phố Hồ Chí Minh, giảng dạy ở khoa Nhạc nhẹ. Hồ Quỳnh Hương từng là giảng viên lớp tài năng đặc biệt của Trường đại học Văn hóa Nghệ thuật Quân đội.

## Hoạt động
Hồ Quỳnh Hương được biết đến là giọng ca nữ xuất sắc, có chất giọng đặc biệt hết sức truyền cảm làm hay động nhiều khán giả yêu nhạc. Cô có nhiều bài hit được yêu mến như: Ước mơ trong đời, Có nhau trọn đời, Với anh em vẫn là cô bé, Hoang mang, Anh, Căn phòng mưa rơi... Hồ Quỳnh Hương còn sáng tác được một số bài hát được khán giả trẻ yêu mến như Ánh sáng thiên thần, Căn phòng mưa rơi, Đến bên em, Hãy quay về khi còn yêu nhau, Muốn nói yêu anh, Nỗi nhớ mùa đông...
Vào những năm 1990, các đài truyền hình và truyền thông Việt Nam đã tổ chức nhiều cuộc thi ca hát chuyên nghiệp. Âm nhạc Việt Nam lúc này bắt đầu bước sang thời kỳ hoàng kim, cùng hòa nhập với các ca khúc hải ngoại. Tên tuổi của Hồ Quỳnh Hương đã xuất hiện trên các tờ báo lớn; các ca khúc của Hồ Quỳnh Hương liên tục được phát trên các kênh radio; các phương tiện truyền thông lớn. Những màn trình diễn của cô gái đến từ vùng đất mỏ này trở nên rất nổi tiếng và được khán giả khắp Việt Nam đón nhận.
Có vô số giải thưởng được trao cho Hồ Quỳnh Hương từ Đảng, nhà nước và nhiều đơn vị tổ chức sự kiện khác. Tên tuổi của cô ca sĩ mới Hồ Quỳnh Hương nổi lên rất nhanh, chủ yếu là do cô có trình độ chuyên môn về âm nhạc, phong cách biểu diễn chuyên nghiệp, đầy nhiệt huyết và nhờ sự ủng hộ của khán giả cô.
Hồ Quỳnh Hương đã đạt đến đỉnh cao của cuộc đời khi cô còn trẻ, và cô nhận ra rằng tất cả những gì cô có hiện tại không phải là những gì cô muốn. Dưới ánh đèn sân khấu, cô vẫn thường cảm thấy cô đơn, dần dần Hồ Quỳnh Hương thường xuyên bị mất ngủ. May mắn thay, cô đã theo học giáo lý của Ngài Thanh Hải Vô Thượng Sư để tìm kiếm chân lý. Hồ Quỳnh Hương bắt đầu tu thiền theo lời dạy của Ngài Thanh Hải Vô Thượng Sư, và thay đổi bản thân bằng cách ăn chay và sống chậm lại. Sau khi tìm ra chân lý cuộc đời, tên tuổi của Hồ Quỳnh Hương đã dần vắng bóng trong làng âm nhạc.
Tóm tắt hoạt động sự nghiệp:
Năm 1999: Hồ Quỳnh Hương nhận Giải thưởng giọng ca tài năng trẻ triển vọng tại Cuộc thi tiếng hát Truyền hình Toàn quốc. Chính là do cuộc thi này đã giúp cho Hồ Quỳnh Hương đã được đặc cách vào học ở trường Cao đẳng Nghệ thuật Quân Đội.
Năm 2000: Hồ Quỳnh tiếp tục đạt Giải nhất của cuộc thi Giọng hát hay Sinh viên Toàn quốc. Và Giải nhất ở các trường Nghệ thuật Chuyên nghiệp Toàn quốc.
Năm 2001: Cô vinh dự đạt Giải nhất trong Liên hoan giọng hát khu vực ở đồng bằng sông Hồng.
Năm 2002: Cô tiếp tục gặt hái được thành công khi đạt Giải nhất trong cuộc thi Tiếng hát Truyền Hình Hà Nội.
Năm 2003: Hồ Quỳnh Hương là Giọng ca trẻ xuất sắc do Hội nhạc sĩ đã bình chọn trong chương trình VTV Bài hát tôi yêu lần 2 cho video clip Hoài niệm, là một ca khúc của Hà Dũng.
Năm 2004: Hồ Quỳnh Hương đạt giải video clip được yêu thích nhất do Hội đồng Nghệ thuật và Khán giả bình chọn. Cùng năm, cô đạt huy chương vàng tại cuộc thi âm nhạc Quốc tế tại Bình Nhưỡng.
- Giải thưởng được tổ chức bởi Đài Truyền hình Việt Nam - Giải VTV Bài hát tôi yêu.
- Nữ ca sĩ nhạc Pop được yêu thích nhất do báo Người Lao động bình chọn (Giải Mai Vàng).
- Ca sĩ triển vọng giải thưởng âm nhạc Làn Sóng Xanh 2003 - 2004
- Được trao tặng bằng khen của Bộ Văn hóa.

Năm 2005: Cô đạt Huy chương vàng giọng hát hay chuyên nghiệp toàn quốc.
- Ca sĩ được yêu thích nhất do khán giả bình chọn của Đài Tiếng nói nhân dân Thành phố Hồ Chí Minh (Giải Làn Sóng Xanh).
- Giải thưởng Cống Hiến của báo Thể thao & Văn hóa.
- Được trao tặng bằng khen của Thủ tướng Chính phủ.
- Giải video clip do khán giả bình chọn và giải video clip do Hội đồng nghệ thuật bình chọn với ca khúc "Tôi tìm thấy tôi" của nhạc sĩ Đức Trí trong VTV Bài hát tôi yêu lần 3.

Năm 2006: Hồ Quỳnh Hương tổ chức Liveshow Tôi là sinh viên dưới sự bảo trợ của Diamond Noir Entertainment và hãng phim Phương Nam tại Trung tâm ca nhạc Lan Anh với số đông khán giả là sinh viên Trường Đại học Khoa học Xã hội và Nhân văn, Đại học Quốc gia Thành phố Hồ Chí Minh, phát hành dưới định dạng CD, VCD, DVD và Karaoke.
- Được mời tham gia trình diễn tại Liên hoan nhạc Pop châu Á tại Hàn Quốc.
- Nữ ca sĩ nhạc Pop được yêu thích nhất do báo Người Lao động bình chọn (Giải Mai Vàng).
- Ca sĩ được yêu thích nhất do khán giả bình chọn của Đài tiếng nói Nhân dân Thành phố Hồ Chí Minh (Giải Làn Sóng Xanh).
- Đạt giải thưởng Ca sĩ có album được yêu thích nhất năm với Liveshow Tôi là sinh viên.
- Phong tặng danh hiệu DIVA Thế hệ mới do báo Điện ảnh Kịch Trường tổ chức.

Năm 2007: Cô đạt giải Ca sĩ được yêu thích nhất do khán giả bình chọn của Đài tiếng nói Nhân dân Thành phố Hồ Chí Minh (Giải Làn Sóng Xanh).
- Nữ ca sĩ nhạc Pop được yêu thích nhất do báo Người Lao động bình chọn (Giải Mai Vàng).
- Đạt Giải thưởng Ca sĩ có album được yêu thích nhất năm với CD Non-Stop.
- Ca sĩ được yêu thích nhất trong khuôn khổ 10 năm Làn Sóng Xanh của Đài tiếng nói Nhân dân Thành phố Hồ Chí Minh.

Năm 2008: Hồ Quỳnh Hương là ca sĩ Việt Nam duy nhất được mời tham dự liên hoan nhạc Pop Châu Á lần thứ hai tại Hàn Quốc, tham gia biểu diễn tại Asian Night (Bắc Kinh, Trung Quốc).
Năm 2009: Hồ Quỳnh Hương ra mắt CD và DVD Năng lượng gây được tiếng vang lớn trên thị trường âm nhạc trong nước và quốc tế, một số giải thưởng đang nằm trong tầm ngắm của cô ca sĩ tài năng này. Tuy nhiên, đến năm 2009, Hồ Quỳnh Hương dường như tạm ngưng mọi hoạt động âm nhạc của mình, điều này khiến fan hâm mộ vô cùng tiếc nuối.
Năm 2010: Cô cho ra mắt album CD + DVD Anh với các bài hits Anh, Tình Yêu mãi mãi và Quỳnh gây chấn động các Bảng Xếp Hạng. Album Giáng Sinh An Lành cũng được phát hành như một món quà Giáng Sinh cho các fans.
- Giải thưởng 10 ca sĩ được yêu thích nhất Làn Sóng Xanh các năm 2005, 2006, 2007, 2008, 2009, 2010, 2011.

Năm 2011: Hồ Quỳnh Hương tổ chức liveshow Sắc Màu Hồ Quỳnh Hương, được đánh giá là một liveshow tầm cỡ thể hiện đẳng cấp của Hồ Quỳnh Hương với nhiều dòng nhạc khác nhau bao gồm pop, ballad, jazz, rock và tâm linh.
Năm 2012: Cô được Đề cử Cống Hiến Ca sĩ Của Năm.
- Ra mắt dự án: Rạng Rỡ Việt Nam Project: Quảng Ngãi Nhớ Thương.
- Hồ Quỳnh Hương đã song ca cùng hai thành viên nhóm Davichi thể hiện giọt hát ngọt ngào, nội lực với ca khúc Hoang mang tại đêm nhạc đánh dấu 20 năm hữu nghị Việt Nam - Hàn Quốc. Màn biểu diễn đến nay vẫn được xem là một trong những màn biểu diễn thành công nhất với sự kết hợp của ca sĩ Vpop và Kpop, được khán giả đón nhận nồng nhiệt.[5]

Năm 2013: Hồ Quỳnh cho ra mắt album vol. 8 Tĩnh lặng, đánh dấu sự trở lại chính thức của Hồ Quỳnh Hương. Khác với những album trước đây, Tĩnh lặng không chỉ gồm những bài hát về tình yêu đôi lứa mà còn có các bài hát viết về tình yêu cuộc sống, con người và xã hội.
Năm 2014: Hồ Quỳnh Hương làm giám khảo cuộc thi Nhân tố bí ẩn và nhận được vô cùng nhiều lời khen ngợi.
- Ra mắt MV "Nụ Hôn cuối cùng" nhận được sự ủng hộ từ khán giả.
- Nhận giải MAMA cho hạng mục "Nghệ sĩ châu Á của năm".

Năm 2016: Đánh dấu sự trở lại mạnh mẽ của Hồ Quỳnh Hương.
- Ra mắt MV và single "Chỉ là anh thôi" là ca khúc chủ đề của phim Gái già lắm chiêu. Ca khúc này nhanh chóng trở thành hit lớn.
- Nhận lời ngồi ghế nóng của chương trình Nhân tố bí ẩn mùa thứ hai và giúp cho cô học trò 17 tuổi Minh Như bước lên ngôi vị quán quân.
- Cuối tháng 10, Hồ Quỳnh Hương ra mắt Album "Hương Xưa 1". Lần đầu thử sức cùng dòng nhạc Bolero, ca sĩ Hồ Quỳnh Hương gửi gắm tâm tư cảm xúc của mình vào Album Hương Xưa với 11 ca khúc trữ tình. Dòng nhạc hoài niệm bất hủ này một lần nữa sẽ đem đến cho khán giả những trải nghiệm mới lạ qua tiếng hát của Hồ Quỳnh Hương. Album nhận được nhiều phản hồi tích cực và đạt được nhiều thành công.

Năm 2022: Đêm nhạc Quỳnh 2022 của Hồ Quỳnh Hương được tổ chức để đánh dấu sự quay trở lại của nữ ca sĩ sau 11 năm ở ẩn. Trong 2 tiếng với 20 bài hát, nữ ca sĩ mang đến cho khán giả bữa tiệc âm nhạc đỉnh chưa từng có. Trong đêm nhạc, cô cũng tiết lộ rằng mình không hề ở ẩn mà chỉ muốn tạm ngưng hát một thời gian. Sau nhiều sóng gió, cô không tìm được phương hướng và niềm vui cho mình. Đến khi không thể chịu đựng được thì Hồ Quỳnh Hương chọn cách buông bỏ để tự cứu lấy mình.
Năm 2023: Hiện nay, chuyện kinh doanh và cuộc sống ổn định, Hồ Quỳnh Hương quyết định trở lại với khán giả và fan hâm mộ. Hồ Quỳnh Hương liên tục ngồi ghế nóng ở nhiều cuộc thi đồng thời thi thoảng cô vẫn cho ra mắt một số sản phẩm âm nhạc như MV, Single trên kênh Youtube cá nhân. Cô vẫn tiếp tục đảm nhiệm vị trí giảng viên thanh nhạc tại trường ĐH văn hóa nghệ thuật Quân Đội.
Năm 2024: Hồ Quỳnh Hương comeback với MV "Mùa Hoa Năm Ấy" và MV ''Cứ Để Cho Em''

## Giọng hát
Ngoài những thành tích vô cùng đáng nể trong cuộc đời sự nghiệp ca hát của mình, Hồ Quỳnh Hương còn được nhiều biết đến cùng với một giọng hát cao. Quãng giọng của cô trải dài từ Eb3 – E6 điều này đã cho phép Hương Hồ có được khả năng biến tấu, phá cách và thể hiện nhiều cung bậc cảm xúc khác nhau.

## Danh sách đĩa nhạc

### Album phòng thu
- Vào đời (2003)
- Ngày dịu dàng (2004)
- Sao tình yêu (2005)
- 14M - 2222 (2005)
- Non-Stop (2007)
- Năng lượng (2009)
- Anh (2010)
- Tĩnh lặng (2013)[7]
- Giáng sinh an lành (2014)
- Hương xưa (2016)

### Đĩa đơn / EP
- Diamond Noir (2007) - với Minh Hà
- Giáng Sinh an lành (2010)
- Quảng Ngãi nhớ thương (2012)
- Và em chờ anh (2013)
- Quỳnh (2013)
- Câu chuyện đầu năm (2016)
- Hương xưa I (2016)
- Tháng năm bên nhau (2017)
- Em không cần anh đâu (2017)
- Take it easy (2018)
- Studio Session (2022)

### Ca khúc sáng tác
- Ánh sáng thiên thần
- Căn phòng mưa rơi
- Đến bên em
- Hãy quay về khi còn yêu nhau
- Muốn nói yêu anh
- Nỗi nhớ mùa đông

### OST
- Ước mơ trong đời (OST 7 Ngày và 1 Đời) (2011)
- Hãy mở cửa nhé! Tình yêu (OST Cầu vồng tình yêu) (2012)
- Anh có hay (OST Chạy đi rồi tính) (2016)
- Chỉ là anh thôi (OST Gái già lắm chiêu) (2016)
- Hãy về đây bên em (OST Tuổi thanh xuân 2) (2016)
- Đóa tóc hương say (OST Phượng Khấu) (2020)
- Nơi giấc mơ bắt đầu (OST Tháng năm dữ dội) (2020)
- Hạnh phúc máu (OST Hạnh phúc máu) (2023)

### Bài hit tiêu biểu
- Mùa hoa năm ấy (2024)
- Anh
- Hoang mang
- Ước mơ trong đời
- Có nhau trọn đời
- Với anh em vẫn là cô bé
- Căn phòng mưa rơi
- Em nhớ anh vô cùng
- Bức thư tình thứ hai
- Vũ điệu hoang dã
- Với anh em vẫn là cô bé
- Và em chờ anh
- Tôi đã biết yêu
- Nụ hôn cuối cùng
- Honey
- Honey 2
- Mưa tình yêu
- Nuối tiếc
- Tình yêu mãi mãi
- Nỗi nhớ anh mùa đông
- Lời ru cỏ non
- Bèo dạt mây trôi
- Hãy mở cửa nhé tình yêu
- Khát vọng
- Khúc hát người Hà Nội
- Quỳnh
- Giấc mơ màu tím (cùng Đan Trường)
- Chuyến tàu hoàng hôn
- Tự nguyện
- Ta mãi thuộc về nhau
- Sao chưa thấy hồi âm
- Tôi tìm thấy tôi
- Cánh buồm phiêu du

## Liveshow
- Tôi là sinh viên (2006)
- Nontop & Diamondnoir (2007)
- Sắc màu Hồ Quỳnh Hương (2011)
- Minishow We (2013)
- Quỳnh (2015)
- Quỳnh 2 (2022)

## Truyền hình

### Phim
- Bản Hợp Đồng vai nhân viên Interpol[8]

### Chương trình truyền hình
| Năm  | Chương trình                   | Vai trò          | Ghi chú                 | Nguồn  |
| ---- | ------------------------------ | ---------------- | ----------------------- | ------ |
| 2007 | Ngôi sao tiếng hát Truyền hình | Giám khảo        |                         | [ 9 ]  |
| 2008 | Tam sao thất bản               | Khách mời        |                         | [ 10 ] |
| 2009 | Thăm nhà người nổi tiếng       | Khách mời        |                         | [ 11 ] |
| 2011 | Song ca cùng thần tượng        | Ca sĩ            |                         | [ 12 ] |
| 2012 | The Voice - Giọng hát Việt     | Cố vấn khách mời | Team Hồ Ngọc Hà         | [ 13 ] |
| 2013 | Got To Dance - Vũ điệu đam mê  | Ca sĩ, Giám khảo |                         | [ 14 ] |
| 2013 | The X - Factor Việt Nam        | Giám khảo        |                         | [ 15 ] |
| 2015 | Gala nhạc Việt                 | Ca sĩ            |                         | [ 16 ] |
| 2016 | The X - Factor Việt Nam        | Giám khảo        |                         | [ 17 ] |
| 2017 | Gala nhạc Việt                 | Ca sĩ            |                         | [ 18 ] |
| 2017 | Be a star- Bạn là ngôi sao     | Giám khảo        |                         | [ 19 ] |
| 2017 | Ca sĩ giấu mặt mùa 3           | Ca sĩ            |                         | [ 20 ] |
| 2017 | Ca sĩ giấu mặt mùa 3           | Giám khảo        | Tập bán kết & chung kết | [ 21 ] |
| 2017 | Sao mai điểm hẹn               | Ca sĩ            |                         | [ 22 ] |
| 2018 | Gala nhạc Việt                 | Ca sĩ            |                         | [ 23 ] |
| 2019 | Ơn giời cậu đây rồi            | Khách mời        |                         | [ 24 ] |
| 2019 | 1 tiếng kể hết                 | Khách mời        |                         | [ 25 ] |
| 2020 | Nghệ nhân sống                 | Khách mời        |                         | [ 26 ] |
| 2021 | Son môi đỏ                     | Khách mời        |                         | [ 27 ] |
| 2023 | Tết với HTV                    | Ca sĩ            |                         | [ 28 ] |
| 2023 | Gala nhạc Việt                 | Ca sĩ            |                         | [ 29 ] |

- Và nhiều chương trình khác

## Giải thưởng và thành tích
Tiêu biểu:
- 1999: Giải Giọng ca tài năng trẻ triển vọng trong cuộc thi tiếng hát Truyền hình Toàn quốc.[30][31]
- 2000: Huy chương vàng Tiếng hát Sinh viên toàn quốc
- 2000: Huy chương vàng Tiếng hát các trường nghệ thuật chuyên nghiệp
- 2000: Giải nhất cuộc thi Giọng hát hay Sinh viên Toàn quốc. Giải nhất các trường Nghệ thuật Chuyên nghiệp Toàn quốc.[31]
- 2001: Giải nhất Liên hoan giọng hát khu vực đồng bằng sông Hồng.[31]
- 2002: Giải nhất cuộc thi Tiếng hát Truyền hình Hà Nội[30][31]
- 2003: Giọng ca trẻ xuất sắc do Hội nhạc sĩ bình chọn trong chương trình VTV – Bài hát tôi yêu lần thứ 2 cho video clip Hoài niệm - sáng tác Hà Dũng
- 2004: Giải thưởng của Hội đồng nghệ thuật trong chương trình VTV – Bài hát tôi yêu lần thứ 3, cho video ca khúc Tôi tìm thấy tôi sáng tác của Đức Trí
- 2004: Huy Chương Vàng Liên hoan âm nhạc Mùa xuân Bình Nhưỡng với ca khúc Vào đời (sáng tác NS Hà Dũng) và bài Niềm tự hào Triều Tiên - ca ngợi công lao của Chủ tịch Kim Nhật Thành
- 2004: Giải Mai Vàng cho nữ ca sĩ nhạc nhẹ qua bài hát Lời nguyện cầu
- 2006: Giải Mai Vàng cho Nữ ca sĩ nhạc nhẹ qua bài hát Với anh em vẫn là cô bé
- 2006: Giải Cống hiến cho Ca sĩ của năm[32]
- 2007: Giải Mai Vàng cho nữ ca sĩ nhạc nhẹ qua bài hát Honey
- 2007: Album Vàng 2007 - Album Vàng do khán giả bình chọn[33]
- 2013: Người phụ nữ ăn chay quyến rũ nhất châu Á 2013 do PETA Asia-Pacific tổ chức bình chọn[34]
- 2013: Top 5 nghệ sĩ của năm tại Zing music awards
- 2014: Đại diện cho Việt Nam nhận giải thưởng Ca sĩ của năm tại Việt Nam của MAMA
- 2016: Top 10 nghệ sĩ của năm tải giải thưởng Làn sóng xanh[35]
- 2016: Top 3 Album của năm tại Zing music awards
- 2017: Ca sĩ được yêu thích nhất trong Năm - Bảng Vàng (Top Gold)[36]
- 2020: Kỷ lục Thế giới và kỷ niệm chương từ Viện nội dung Kỷ lục thế giới – WRCA "Nữ ca sĩ, Kỷ lục gia đầu tiên của Việt Nam sáng lập chuỗi thương hiệu mang tên Loving Vegan, giúp mọi người hướng tới cuộc sống tâm hồn an bình, phục vụ sức khỏe cho cộng đồng xã hội"

## Học trò
Tiêu biểu:
- Myra Trần (Lady Mây)
- Phạm Đình Thái Ngân (Cá Ngựa Đôi)
- Tino
- Chí Thành

## Đời tư

### Mâu thuẫn trongNhân tố bí ẩn[38]
Cách đây 6 năm ở chương trình "Nhân tố bí ẩn" khép lại với những tranh cãi xung quanh việc Hồ Quỳnh Hương – Tùng Dương – Thanh Lam – Dương Khắc Linh cãi nhau trên ghế nóng.
Mọi chuyện xảy ra khi thí sinh Trần Minh Như chọn ca khúc "Không quan tâm" làm bài thi cho mình. Nhưng Tùng Dương không chấp nhận vì đây là ca khúc không nhận được sự chú ý của mọi người xung quanh ca khúc thể hiện sự suy nghĩ lệch lạc của giới trẻ. Tuy nhiên, nữ ca sĩ Hồ Quỳnh Hương liền bênh vực thí sinh. Sau đó, Thanh Lam chỉ tay mắng Hồ Quỳnh Hương là "láo" trên sóng trực tiếp, và ám chỉ Hồ Quỳnh Hương giả tạo, toàn đóng kịch chưa kịp lắng xuống thì nữ diva lại tiếp tục đăng đàn giải thích nguyên nhân vì sao mình có hành động như vậy.
Theo Thanh Lam, việc Hồ Quỳnh Hương có ý nói cô và Tùng Dương tự ái vơ lời bài hát vào mình một cách công khai trên sóng bằng cách hát lại và thêm vào đó từ huấn luyện viên, là sự xúc phạm tới cam kết trách nhiệm và quan điểm huấn luyện, xúc phạm tới công sức và thiện tâm của cả hai. Đó là lý do khiến nữ diva lên tiếng: "Việc một đồng nghiệp khác ám chỉ chúng tôi tự ái vơ lời bài hát vào mình (công khai trên sóng khi hát lại lời bài hát và thêm vào đó từ huấn luyện viên) là sự xúc phạm tới cam kết trách nhiệm và quan điểm huấn luyện của chúng tôi, xúc phạm tới công sức và thiện tâm của chúng tôi. Và đó là lý do tôi phải lên tiếng. Tôi không áp đặt, không ngạo mạn như một số bạn bình luận. Nhưng tôi có trách nhiệm với cam kết của bản thân mình và với các em".  Cô cũng chia sẻ, nhiều khi người ngoài cuộc không thấy và hiểu hết những gì diễn ra bên ngoài so với trên TV.
Trước đó, ở liveshow 5 của X-Factor 2016, khi Minh Như của đội Hồ Quỳnh Hương trình bày ca khúc Không quan tâm của nhạc sĩ Dương Khắc Linh, Tùng Dương cho rằng thông điệp của bài hát có thể gây nguy hiểm cho giới trẻ. Anh cảm thấy bị xúc phạm khi nghe bài hát vì "nếu cứ hát là không quan tâm, không để ý thì ý kiến của bốn giám khảo ở đây có nghĩa gì. Một tuyên ngôn của đứa trẻ như vậy là không chấp nhận được". Đáp lại, Hồ Quỳnh Hương bênh vực: "Em ấy có nói là tôi ngông cuồng với huấn luyện viên đâu". Thanh Lam quay sang chỉ vào mặt Hồ Quỳnh Hương mắng: "Tại sao em lại nói thế? Em nói thế là láo đấy". Hồ Quỳnh Hương tỏ ra bị sốc và ngỡ ngàng trước phát ngôn của đàn chị.
Thanh Lam đã bức xúc chia sẻ suy nghĩ trên trang cá nhân. Chị viết: "Một cô bé non nớt mới có chút khả năng chưa học hành 1 nốt nhạc nào mà thổi phồng em lên thật tội nghiệp". Cô bé hét lên thất thanh: "Giờ thì tôi chẳng quan tâm ai nói gì. Chẳng quan tâm ai nghĩ gì. Who cares? Who minds?". Ta nói gì gửi gắm gì tuyên ngôn như vậy với lớp trẻ? "Cô huấn luyện viên hàng ngày đóng kịch với chính mình. Cô quên mất hôm nay dạy học trò cái văn hóa vốn có nơi cô. Đã bao giờ nhìn mình thật chưa. Mọi thứ đều giả".
Scandal này khiến Hồ Quỳnh Hương bị đồn không "nhìn mặt Thanh Lam", tuy nhiên cô lại chia sẻ: "Tôi không biết chị Lam có nhìn mặt tôi không chứ tôi vẫn vậy, vẫn tôn trọng và yêu quý chị như bình thường. Còn chuyện trên ghế nóng đôi khi đó là công việc, đôi khi đó là cảm xúc, là sự bộc phát, không sao cả. Nếu mình cứ nhìn vào đó thì khó vô cùng. Tôi thì vẫn bình thường".

### Rời vị trí giám khảo[40]
Ngoài scandal với Thanh Lam, khi tham gia ngồi ghế giám khảo cuộc thi "Be a star - Bạn là ngôi sao", Hồ Quỳnh Hương cũng xảy ra sự cố vào năm 2017. Cụ thể, BTC cuộc thi thông báo nữ ca sĩ – giám khảo Hồ Quỳnh Hương đã quyết định rút khỏi vai trò giám khảo không tiếp tục đồng hành cùng chương trình ở liveshow 9 và chung kết của cuộc thi vì vì không hài lòng khi thấy Hari Won, giám khảo khách mời, lại được ngồi vào chiếc ghế chính giữa trong ban giám khảo?
Phía BTC tìm hiểu nguyên nhân thì được biết, ca sĩ Hồ Quỳnh Hương từng muốn ngồi ở vị trí chính giữa của ghế "nóng" bởi Hồ Quỳnh Hương và Dương Khắc Linh là hai giám khảo xuyên suốt trong chương trình. Tuy nhiên, do một số liveshow có cả sự xuất hiện của Hồ Ngọc Hà, Hari Won, Touliver,... nên Hồ Quỳnh Hương thoải mái ngồi ở phía bên và để giám khảo là nhạc sĩ Dương Khắc Linh ngồi xen giữa 2 giám khảo còn lại.
Tuy nhiên trong liveshow 8, Hồ Quỳnh Hương vắng mặt vì bận việc riêng, và giám khảo khách mời là Hari Won (giám khảo nữ duy nhất) được ngồi vào vị trí chính giữa, hai bên là nhạc sĩ Dương Khắc Linh và đạo diễn Nguyễn Quang Dũng, khiến Hồ Quỳnh Hương khó chịu và quyết định hủy hợp đồng.
Sau scandal này, Hồ Quỳnh Hương lại càng kín tiếng hơn. Cô không xuất hiện nhiều trong các gameshow hay hoạt động âm nhạc nào. Giọng ca đất Mỏ chỉ chuyên tâm kinh doanh và luyện thiền.

### Xây dựng khu du lịch trái phép tại Bà Rịa - Vũng Tàu[41]
Theo thông tin từ UBND xã Bình Châu, trước đây, ca sĩ Hồ Quỳnh Hương có mua mảnh đất rộng 2ha. Theo quy hoạch, khu đất này là khu dân cư.
Tuy nhiên, ca sĩ Hồ Quỳnh Hương đã cho xây dựng thành khu du lịch với nhiều hạng mục đã được xây dựng xong với tổng diện tích khoảng 3.000m2 gồm: sân khấu, khu ngồi xem ca nhạc, tường rào xung quanh kiên cố...
Ông Đặng Thanh Minh - chủ tịch UBND huyện Xuyên Mộc cho biết, khu đất của ca sĩ Hồ Quỳnh Hương muốn làm du lịch thì phải chuyển đổi mục đích sử dụng cũng như phải điều chỉnh quy hoạch và xin phép xây dựng. Nhưng ca sĩ này đã không làm các thủ tục trên mà đã tiến hành xây dựng khu du lịch.
Ngày 5/4/2018, một lãnh đạo Sở Xây dựng tỉnh Bà Rịa- Vũng Tàu cho biết, sở này đã có quyết định xử phạt bà Hồ Quỳnh Hương (ca sĩ, chủ Khu du lịch Đình Bảo tại xã Bình Châu, huyện Xuyên Mộc, tỉnh Bà Rịa - Vũng Tàu) 20 triệu đồng về hành vi xây dựng trái phép, không phép.